# أحمد جيلاني
بير سيد أحمد جيلاني (بالفارسية: پیر سید احمد گیلانی)، (يناير 2017)، كان زعيم الطريقة الصوفية القادرية في أفغانستان، ومؤسس الجبهة الإسلامية الوطنية في أفغانستان (بالإنجليزية: Mahaz-i-Milli Islami ye Afghanistan)، وهو حزب كان مرتبطًا بـ المجاهدون الذين قادوا الحرب ضد الاتحاد السوفيتي في الثمانينيات.

## حياته
تدعي عائلة السيد أحمد جيلاني نسبها إلى عبد القادر الجيلاني. ولد والده السيد حسن جيلاني في بغداد قبل أن ينتقل إلى أفغانستان عام 1905 لتأسيس الطريقة القادرية في ذلك البلد. وأعطاه أمير حبيب الله خان أرضًا في كابل وإقليم ننكرهار الشرقي.
وُلِد أحمد جيلاني في منطقة سورخ-رود بشرق إقليم ننكرهار بأفغانستان، حيث لا يزال يمثل شخصية مهمة. درس في كلية أبي حنيفة في كابل، وتخرج في كلية أصول الدين في جامعة كابل عام 1960. في عام 1952، عزز علاقات عائلته الوثيقة بالعائلة الملكية الأفغانية بالزواج من أديلا، حفيدة أمير حبيب الله.
استثمر جيلاني وقتًا في حياته المهنية أكثر مما استثمر في قيادة طريقته الصوفية، وغالبًا ما كان يسافر إلى فرنسا وإنجلترا. من خلال علاقته بالملكية، تمكن من الحصول على توكيل بيجو في كابل.
في عام 1979، بعد وصول حزب الشعب الديمقراطي الشيوعي إلى السلطة، فر بير جيلاني إلى باكستان حيث أنشأ الجبهة الإسلامية الوطنية في أفغانستان، وهي فصيل ملكي معتدل. كان هذا الحزب واحدًا من السبعة التي استخدمتها المخابرات الباكستانية لتوزيع أسلحة ممولة من وكالة المخابرات المركزية على المجاهدين الذين يقاتلون الاحتلال السوفيتي. كان الحزب أكثر ليبرالية من بين جميع أحزاب بيشاور، ودعم عودة الملك ظاهر شاه من المنفى. ومثل مصالح البشتون قبل الحرب، ورفض الشيوعية والإسلاموية لصالح «القومية والديمقراطية».

## وفاته
توفي سيد أحمد جيلاني مساء 21 يناير 2017 في مستشفى في كابل بعد صراع طويل مع المرض.

## أبناؤه
- فاطمة جيلاني، رئيسة جمعية الهلال الأحمر الأفغاني.[8]
- سيد حامد جيلاني، النائب الأول لرئيس مجلس الشيوخ الأفغاني.[9]
- مريم جيلاني، مؤسسة قرية شمسة للأطفال ومؤسسة عادلة.
- سيد محمد جيلاني، سفير أفغاني سابق لدى المملكة الأردنية الهاشمية.
- زهرة جيلاني.